# Peter Kujan

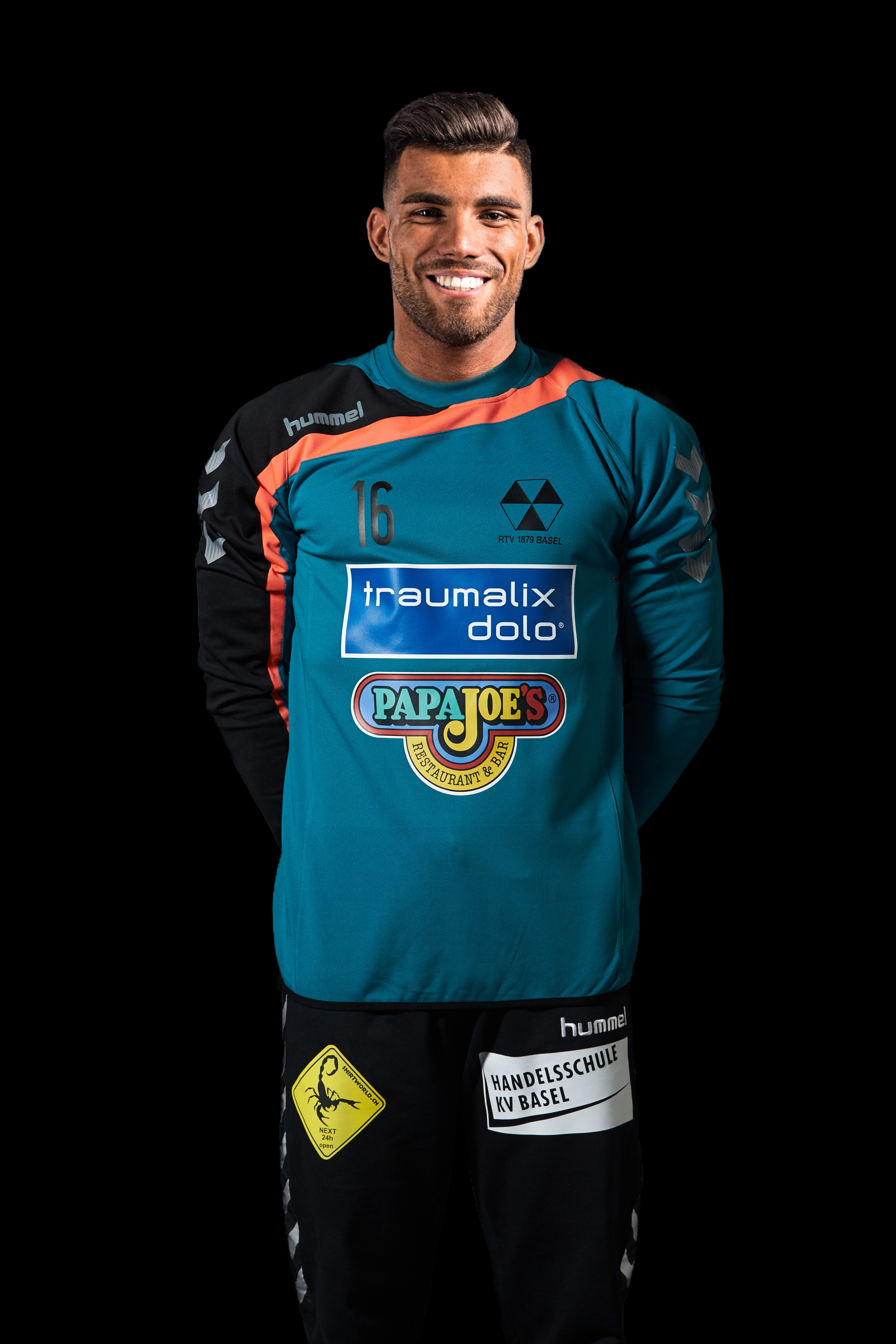
Spielerportrait Peter Kujan

Peter Kujan ist ein Schweizer Handballtorwart.
Seine sportliche Karriere begann Kujan in Birsfelden, wo er mehrere Jahre in der Juniormannschaft TV Birsfelden spielte. Im Jahre 2015 wechselte er in die Schweizer Nationalliga A zum Verein RTV Basel, zugleich war er auch für GC Amicitia Zürich spielberechtigt. In der Saison 2015/16 bestritt er 9 Spiele für RTV Basel in der Nationalliga A. Nach der Saison 2016/17 verliess er Basel.